# Hulleras del Norte
Hulleras del Norte S.A. en abrégé HUNOSA est une entreprise para-étatique qui se consacre à l'extraction minière et à son exploitation dans la zone centrale des Asturies en Espagne depuis 1967. 
Sa production brute est de 1 734 Kt de charbon pour 2004.
Créée après la nationalisation des minières des Asturies intervenues peu après les grandes grèves de 1962-1963, cette entreprise est fort liée sur le plan économique et sociologique à certaines localités minières de la zone géographique centrale du Nalon ou du Caudal des Asturies en Espagne. Cette entreprise garde par ailleurs une imagerie de l'exploitation minière dangereuse dans l'histoire de la minerie pendant la période du franquisme, mais aussi d'une construction sociale de la peur parmi les mineurs asturiens pendant la deuxième moitié du XXe siècle.

## Installations
Huit puits miniers, deux lavoirs de charbon et une centrale thermique:

### Zone du Nalón
- Puits de Candín (La Felguera)
- Puits de Maria Luisa (Ciaño)
- Puits de Sotón (El Entrego)
- Puits de Carrio (Pola de Laviana)
- Lavoir de Modesta (Sama (en))

### Zone du Caudal
- Puits del Monsacro (La Foz)
- Puits de San Nicolás
- Puits de Figaredo (Turón)
- Puits de Aller (Aller (Espagne))
- Lavoir del Batán (Mieres del Camino)
- centrale thermique de La Pereda (Mieres del Camino)